# 博古希夫卡 (姆利尼夫區)
50°35′29″N 25°43′40″E / 50.59139°N 25.72778°E
博古希夫卡（烏克蘭語：Богушівка），是烏克蘭西北部的村莊，隸屬里夫內州的杜布諾區。該村面積4.29平方公里，海拔高度219米，2001年人口37，人口密度每平方公里8.6人。